# Анри, Мишель
Мише́ль Анри́ (фр. Michel Henry; 10 января 1922 — 3 июля 2002) — французский философ и новеллист. Автор пяти романов и множества философских работ. Работал преподавателем в университетах Франции, Бельгии, США и Японии.

## Биография
Мишель Анри родился в провинции Хайфон, Французский Индокитай (сегодня Вьетнам), и жил там пока ему не исполнилось семь лет. После смерти отца, который был офицером Военно-морских сил Франции, он и его мать поселились во Французской метрополии. Обучаясь в Париже, он открыл в себе страсть к философии, которую он выбрал как профессию, поступив в Высшую нормальную школу. С июня 1943 года участвовал во Французском сопротивлении под кодовым именем Кант.
В конце войны Анри сдал финальную часть экзаменов, после чего написал в 1963 году докторскую диссертацию, озаглавленную L’essence de la manifestation («Суть проявления»), под руководством Jean Hyppolite, Jean Wahl, Paul Ricœur, Ferdinand Alquié и Henri Gouhier. Его первая книга, «Философия и феноменология тела», была закончена в 1950 году. Его первой успешно опубликованной работой является «L’essence de la manifestation», которой он посвятил множество лет необходимых исследований для того, чтобы преодолеть главный дефицит всей интеллектуальной философской мысли — игнорирование жизни как актуального опыта.
С 1960 года Мишель Анри был профессором философии Университета Монпелье, где он терпеливо улучшал свою работу, находясь вне модных философских течений и доминирующей идеологии. Он умер в Альби, Франция, в возрасте 80 лет.
Единственным предметом его философии была живая субъективность, то есть реальная жизнь реальных людей. Эту проблему можно найти во всех его работах и сочинениях, и это глубоко объединяет их, несмотря на множество тем, к которым он обращался. Не будет ошибкой предположить, что он создал самую глубокую теорию субъективности в двадцатом веке.

## Феноменология жизни
Работы Мишеля Анри основаны на феноменологии, которая изучает феномены. Английское/Немецкое/Латинское слово «phenomen» пошло от греческого «phainomenon», что значит «показывать себя, выходя на свет». Однако объект феноменологии не то, что появляется как конкретная вещь или феномен, а сам акт проявления. Мысль Мишеля Анри привела к перевороту феноменологии Гуссерля, которая признает за феноменом только то, что появляется в мире. Анри противопоставляет эту концепцию феноменальности свою концепцию радикальной феноменологии жизни.
Анри определяет жизнь с феноменологической точки зрения, как обладание способностью и силой «чувствовать и испытывать себя в каждый момент существования». Для Анри, жизнь по-существу есть сила и аффект; она сущностно невидима; она состоит из чистого переживания себя, которое заключено в бесконечном колебании между радостью и страданием.
По мысли Анри, жизнь никогда не может быть увиденной с внешней стороны, также как она никогда не проявляется во внешней стороне мира. Жизнь чувствует себя и переживает себя в невидимой внутренней области и в радикальной имманенции. В мире мы никогда не видим жизнь саму по себе, но только живых существ или организмов. Таким же образом невозможно увидеть душу другого человека с помощью глаз или найти её через посредство скальпеля.
Философия Анри утверждает, что мы претерпеваем жизнь в радикальной пассивности, мы приговорены нести её перманентно, как то, чего мы не хотели, и что эта пассивность жизни является основанием и причиной нашего страдания. Никто никогда не давал жизни самому себе. В то же время, просто факт жизни, бытие живым и чувствовать себя кем-то вместо бытия никем и отсутствия существования — это уже невероятная радость и счастье. Страдание и счастье принадлежит существу жизни, это две фундаментальные аффективные тональности её проявления.
Для Анри жизнь не является универсальной, слепой, безличной и абстрактной субстанцией, это обязательно личная и конкретная жизнь живого индивида, осуществляемая в единичной личности, которая соотносит сам факт бытия, к факту бытия Собой. Такая жизнь является индивидуальной и конечной жизнью человека или индивидуальной и бесконечной жизнью Бога.

### Философские работы
- - L’Essence de la manifestation (1963)
  - Philosophie et Phénoménologie du corps (1965)
  - Généalogie de la psychanalyse. Le commencement perdu (1985)
  - La Barbarie (1987)
  - Voir l’invisible, sur Kandinsky (1988)
  - Phénoménologie matérielle (1990)
  - Du communisme au capitalisme. Théorie d’une catastrophe (1990)
  - C’est moi la Vérité. Pour une philosophie du christianisme (1996)
  - Incarnation. Une philosophie de la chair (2000)
  - Paroles du Christ (2002)

### Литературные работы
- - Le jeune officier (1954)
  - L’Amour les yeux fermés (1976)
  - Le Fils du roi (1981)
  - Le cadavre indiscret (1996)

### На русском языке
- Анри, М. Материальная феноменология/Пер. Г. В. Вдовина // Центр гум. инициатив, Книга света. М., 2016